# Mamirolle
Mamirolle è un comune francese di 1 706 abitanti situato nel dipartimento del Doubs nella regione della Borgogna-Franca Contea. Il 1 gennaio 2025 ha incorporato il precedente comune di Le Gratteris.

## Società

### Evoluzione demografica
Abitanti censiti